# Skabarivșciîna, Horohiv
Skabarivșciîna (în ucraineană Скабарівщина) este un sat în comuna Peciîhvostî din raionul Horohiv, regiunea Volînia, Ucraina.

## Demografie
Componența lingvistică a localității Skabarivșciîna
     Ucraineană (100%)
Conform recensământului din 2001, toată populația localității Skabarivșciîna era vorbitoare de ucraineană (100%).